# Mühlbachaue

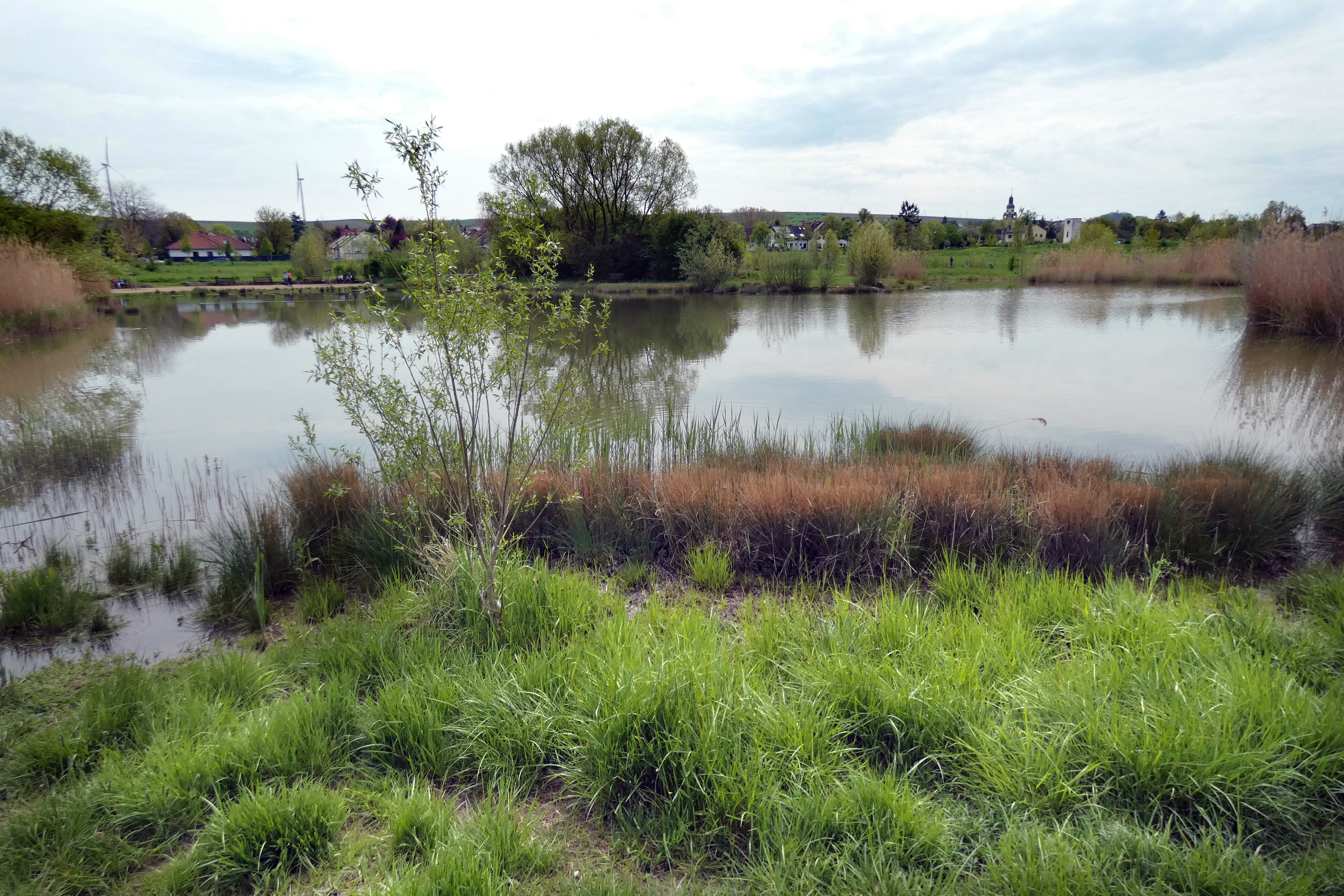
Die Mühlbachaue im rheinhessischen Saulheim

Die Mühlbachaue ist ein renaturiertes Auengebiet im rheinhessischen Saulheim von etwa 10 Hektar Fläche, das gleichzeitig als Biotop und als Landschaftspark angelegt ist. Die Mühlbachaue liegt am Mühlbach, der auch Saulheimer Bach genannt wird, zwischen den ehemals selbstständigen Ortsteilen Nieder-Saulheim und Ober-Saulheim.

## Hintergrund
Als in den 1960er-Jahren die Gemeinden Ober- und Nieder-Saulheim zusammengeführt wurden, war der Mühlbach im Zuge von Flurbereinigungen begradigt, eingefasst und tiefer gelegt worden. Seit der Zeit habe der Wunsch bestanden, die Mühlbachaue „als gemeinsame grüne Fläche“ zu gestalten, schreibt das rheinland-pfälzische Landesamt für Umwelt. „Die vorgesehenen Flächen waren bereits damals verfügbar, aber die Planung war wegen Einwänden oder Finanzierungsproblemen zunächst nicht realisierbar. Ein neues Konzept, das die Ideen zum Bürgerpark mit der Bachrenaturierung kombiniert, fand dann allseits Akzeptanz. Die Maßnahmen wurden in Zusammenschau geplant, aber aus verschiedenen Töpfen finanziert: Die Renaturierung aus der Wasserwirtschaft und die Parkfläche aus der Dorferneuerung.“ „In den 1990er-Jahren wird der Bebauungsplan für die Mühlbachaue [...] verabschiedet. 2013 geht es letztlich mit den Bauarbeiten los.“ Im Jahr 2020 verhinderte die Corona-Pandemie die geplante offizielle Einweihung.
Die in den vorhergehenden Jahrzehnten erfolgte Begradigung im Zuge der Flurbereinigung hatte zu zu hohen Fließgeschwindigkeiten und in der Folge zu häufigen Überschwemmungen geführt. Mit der Renaturierungsmaßnahme hat der Bach ein flacheres und breiteres Bett erhalten. Durch die Pflanzung von standortgerechten Gehölzen wurde die Entwicklung einer auetypischen Flora und Fauna initiiert. Sechs neu angelegte Flutmulden schaffen einen Retentionsraum von 5.000 m³ und bieten Lebensraum für feuchtraumliebende Pflanzen und Tiere. Dadurch, dass der Mühlbach in dem Gebiet in zahlreiche Wasserflächen und Nebenarme aufgeteilt wird, „hat sich hier in nur kurzer Zeit eine ungewöhnlich reichhaltige natürliche Fauna und Flora entwickelt. Enten, Blässhühner, Nattern, Molche, Gänse, Frösche, Wildbienen, um nur einige Beispiele zu nennen, fühlen sich hier wohl. Auf den Flächen haben sich zahlreiche Wildkräuter angesiedelt.“ Das Gelände wurde mit Fußpfaden, Sitzgelegenheiten und Informationstafeln ausgestattet und dient so auch als Naherholungsraum.

## Fotogalerie

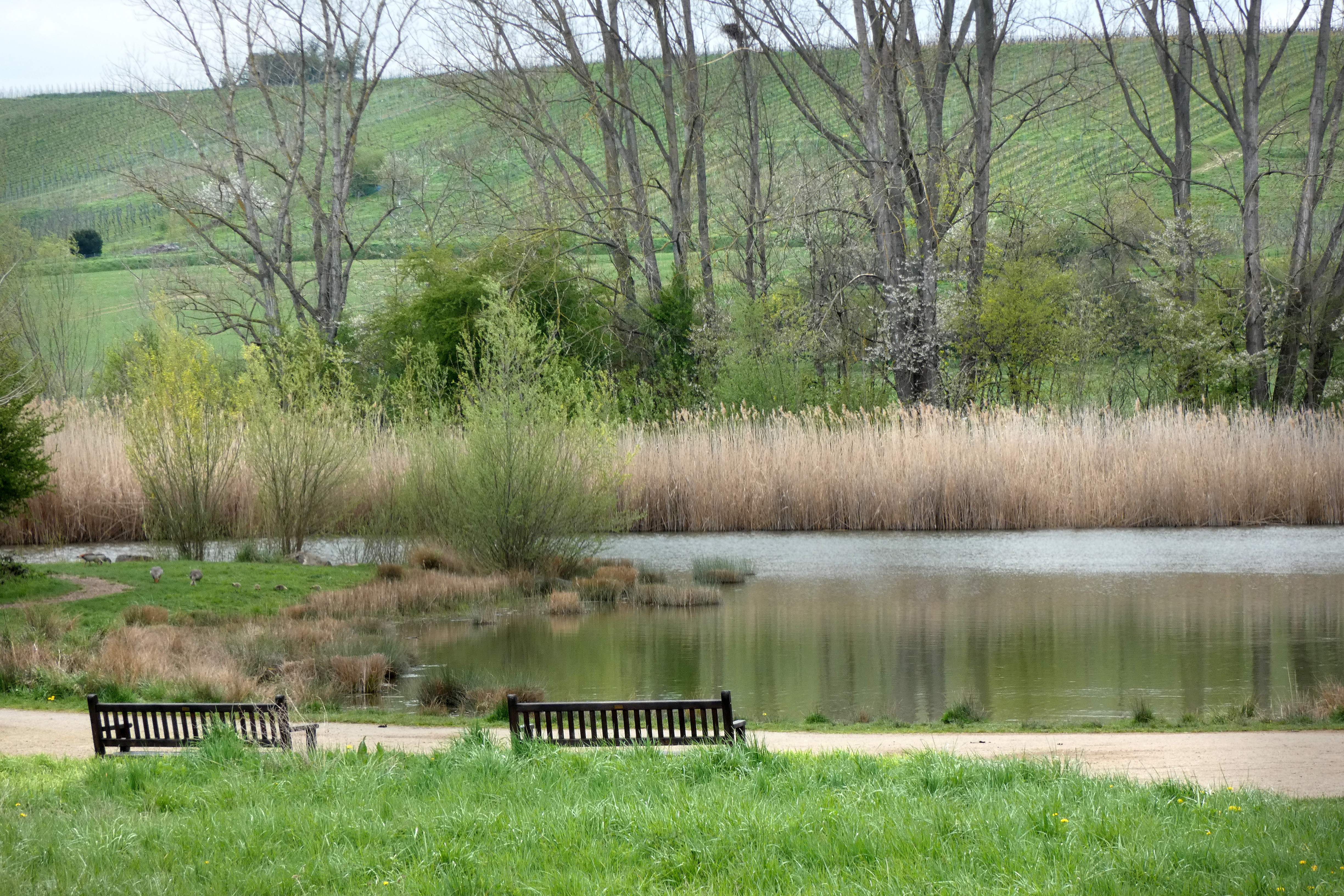
Die Mühlbachaue – renaturiertes Biotop und Landschaftspark
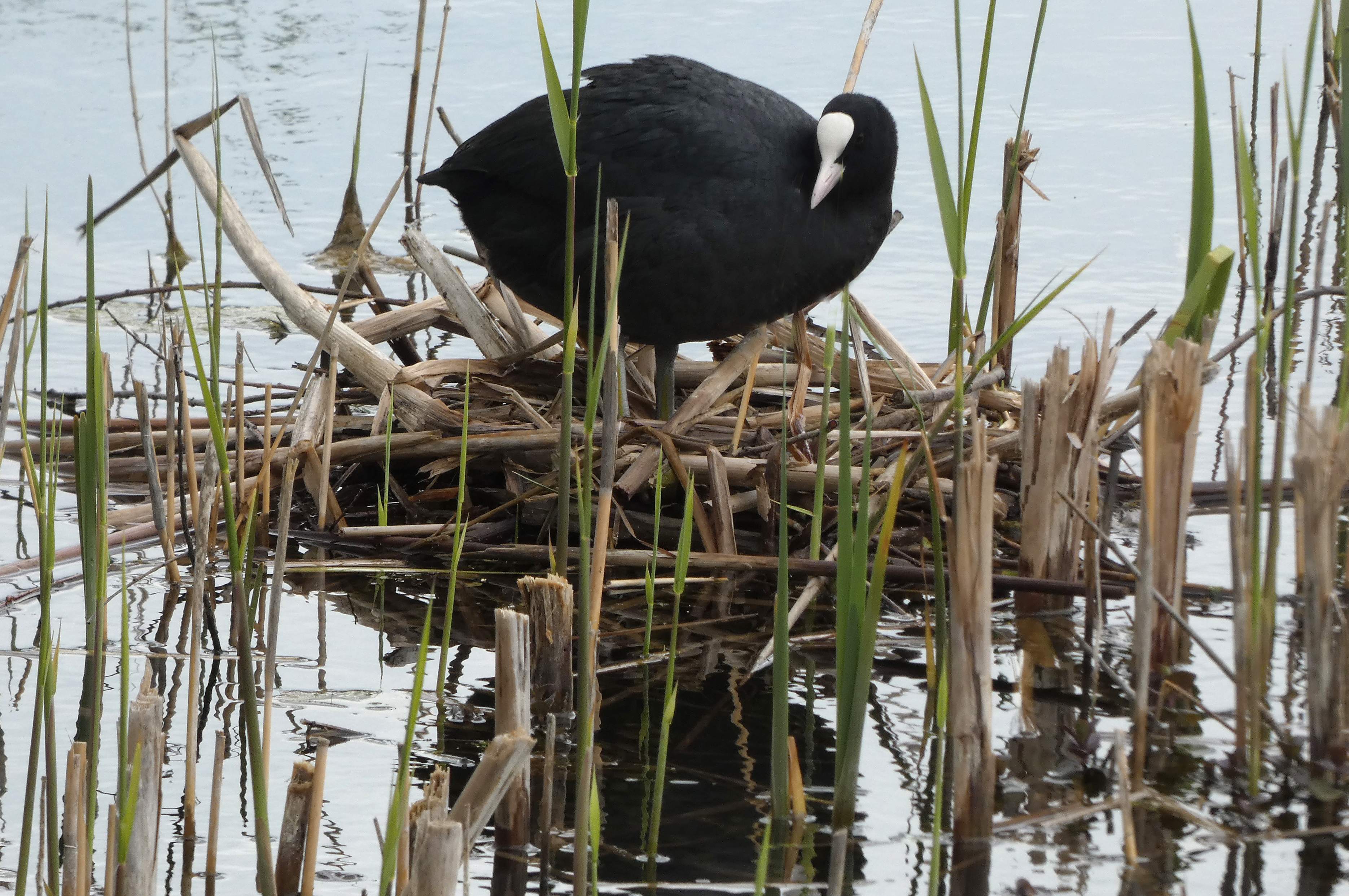
Das Blässhuhn brütet in Sichtweite
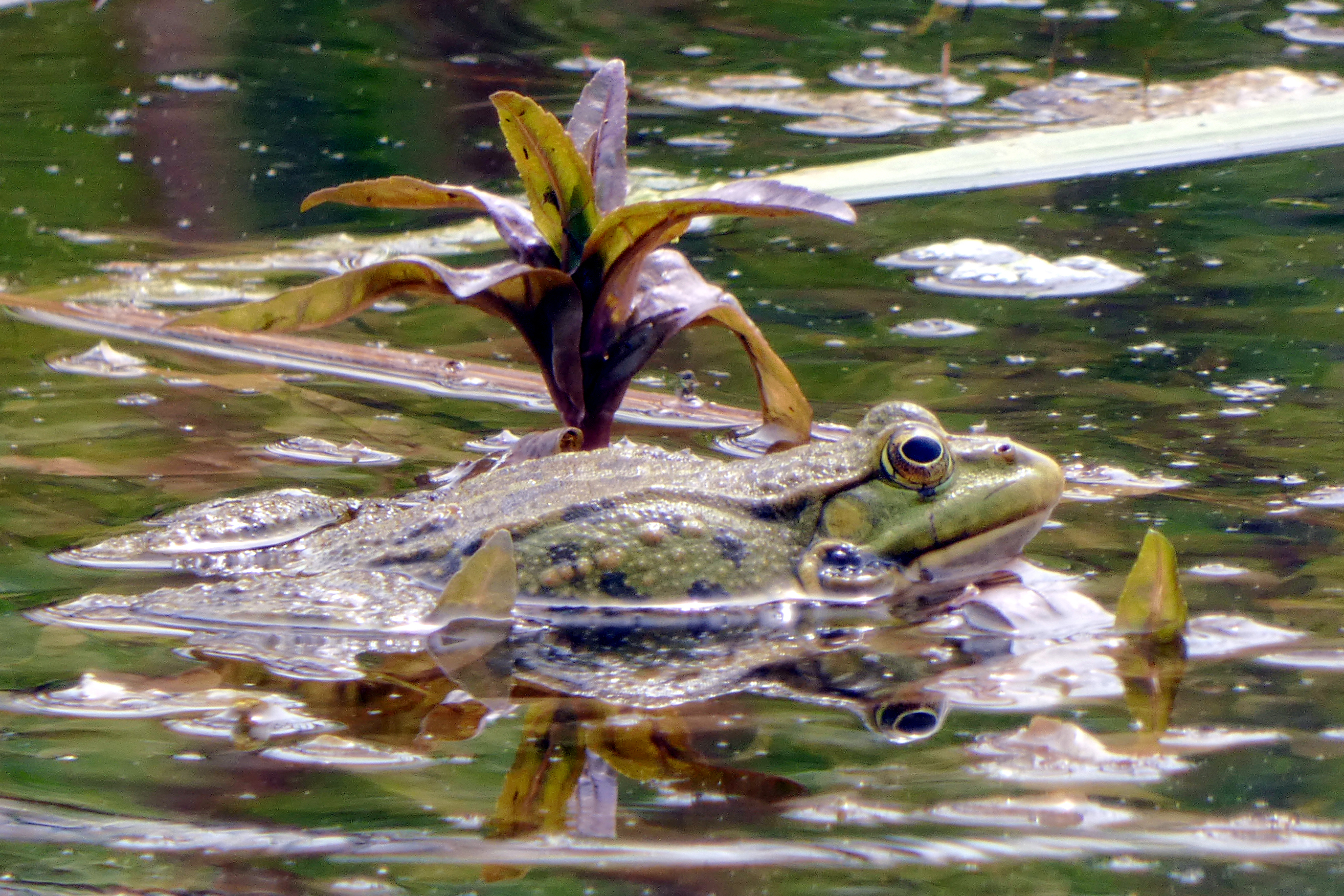
Geschützte Amphibien sind zahlreich vertreten
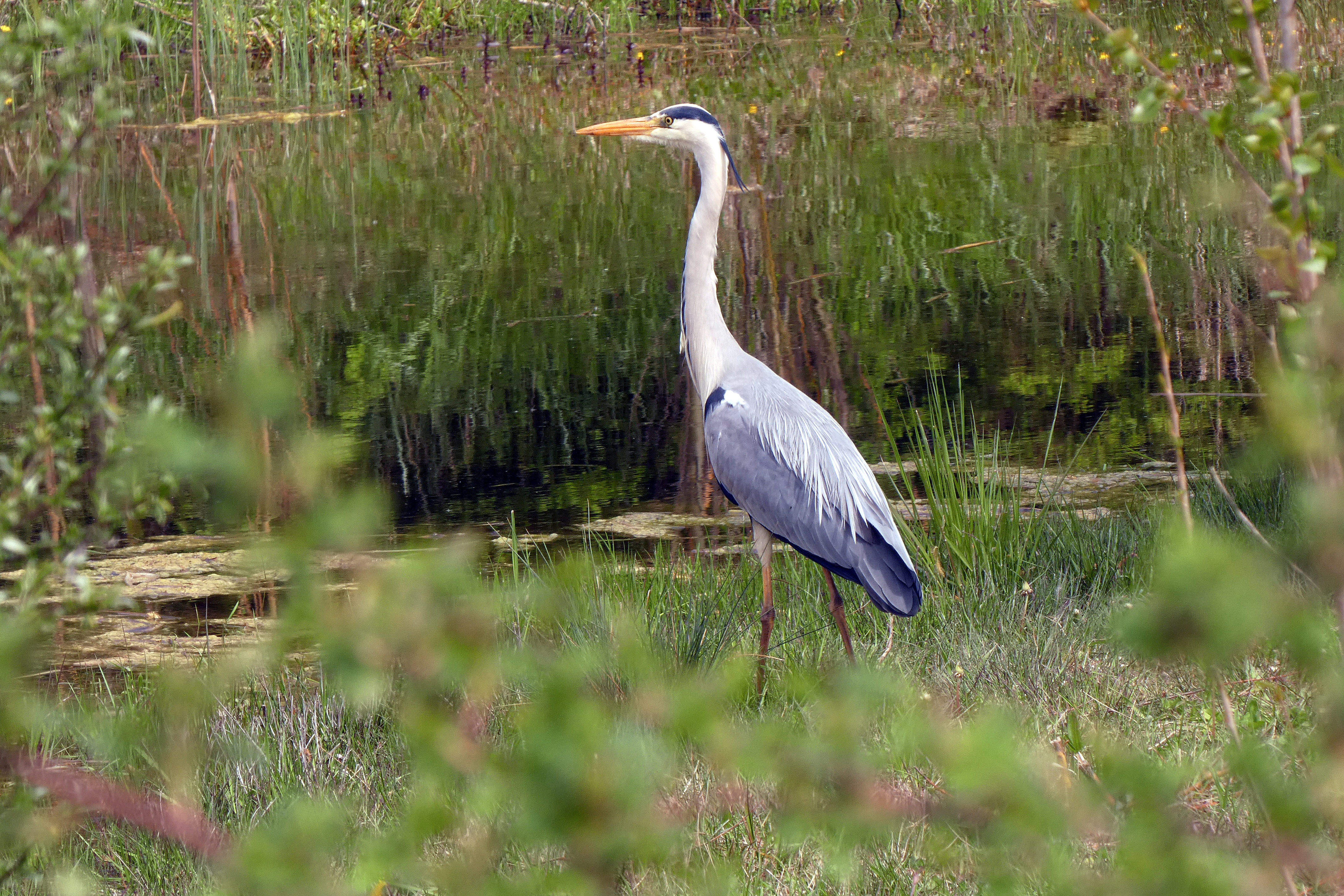
Ein Graureiher wartet auf Beute
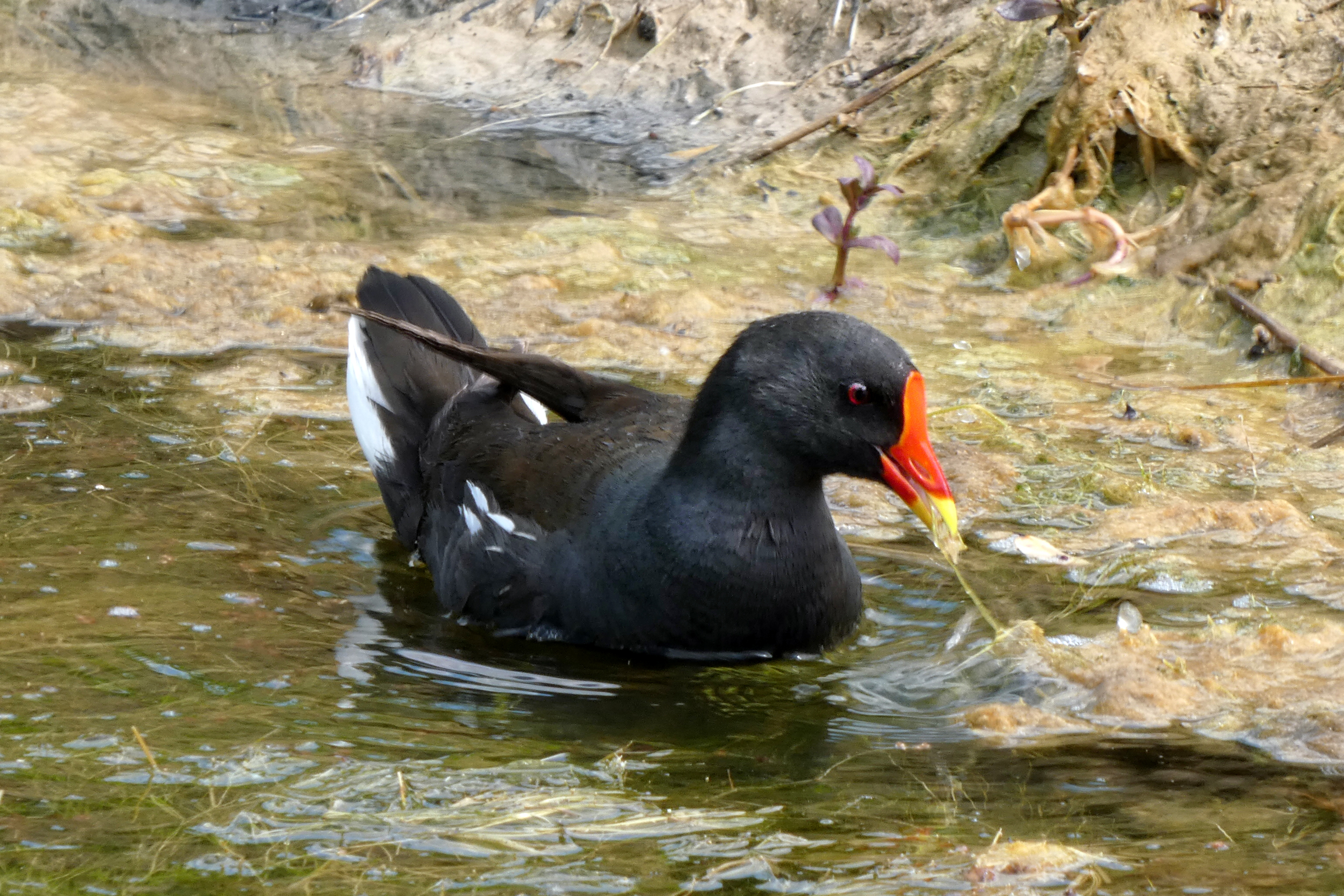
Eine Teichralle, sie steht auf der Vorwarnliste der Roten Liste
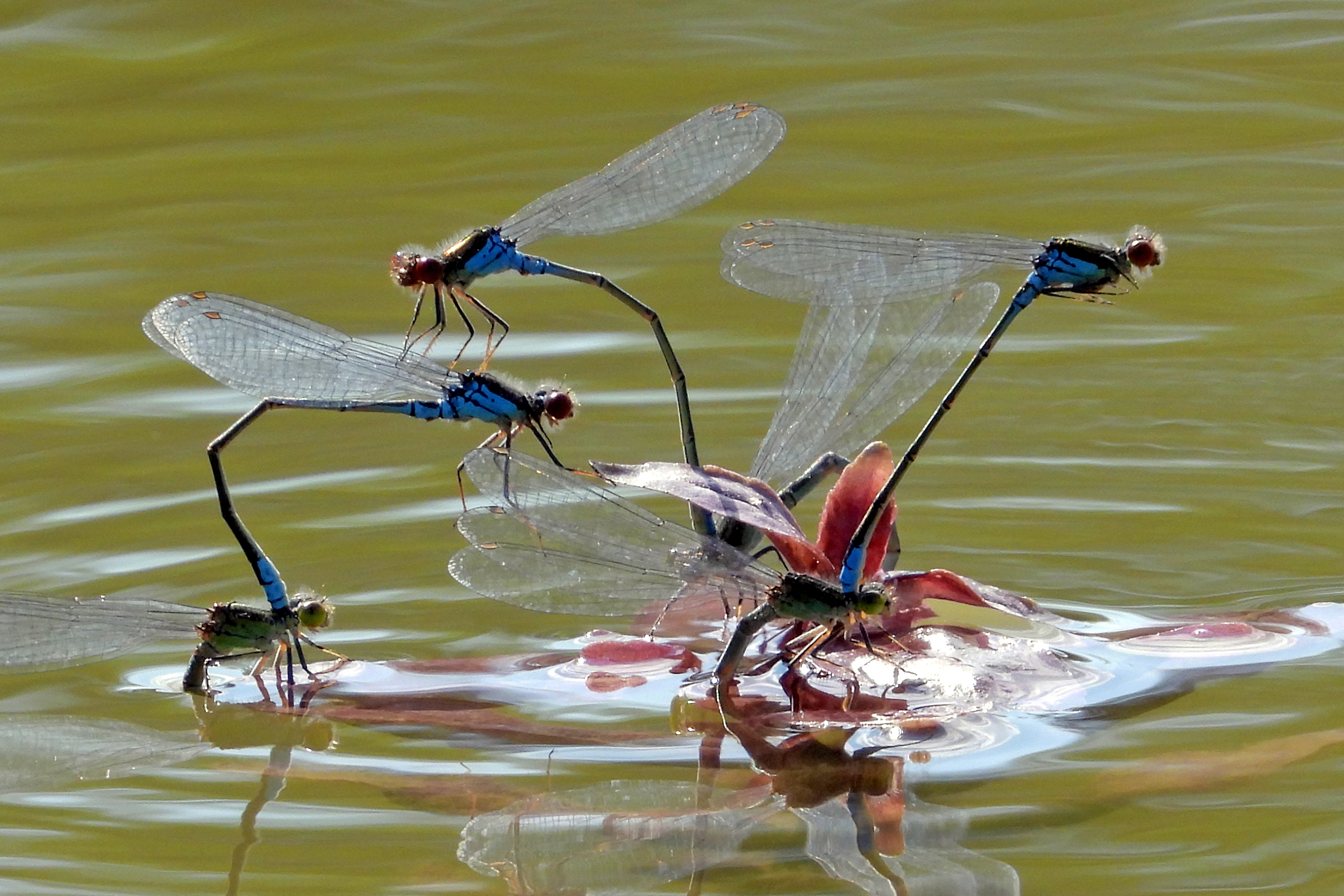
Libellen-Paarung: Das Große Granatauge
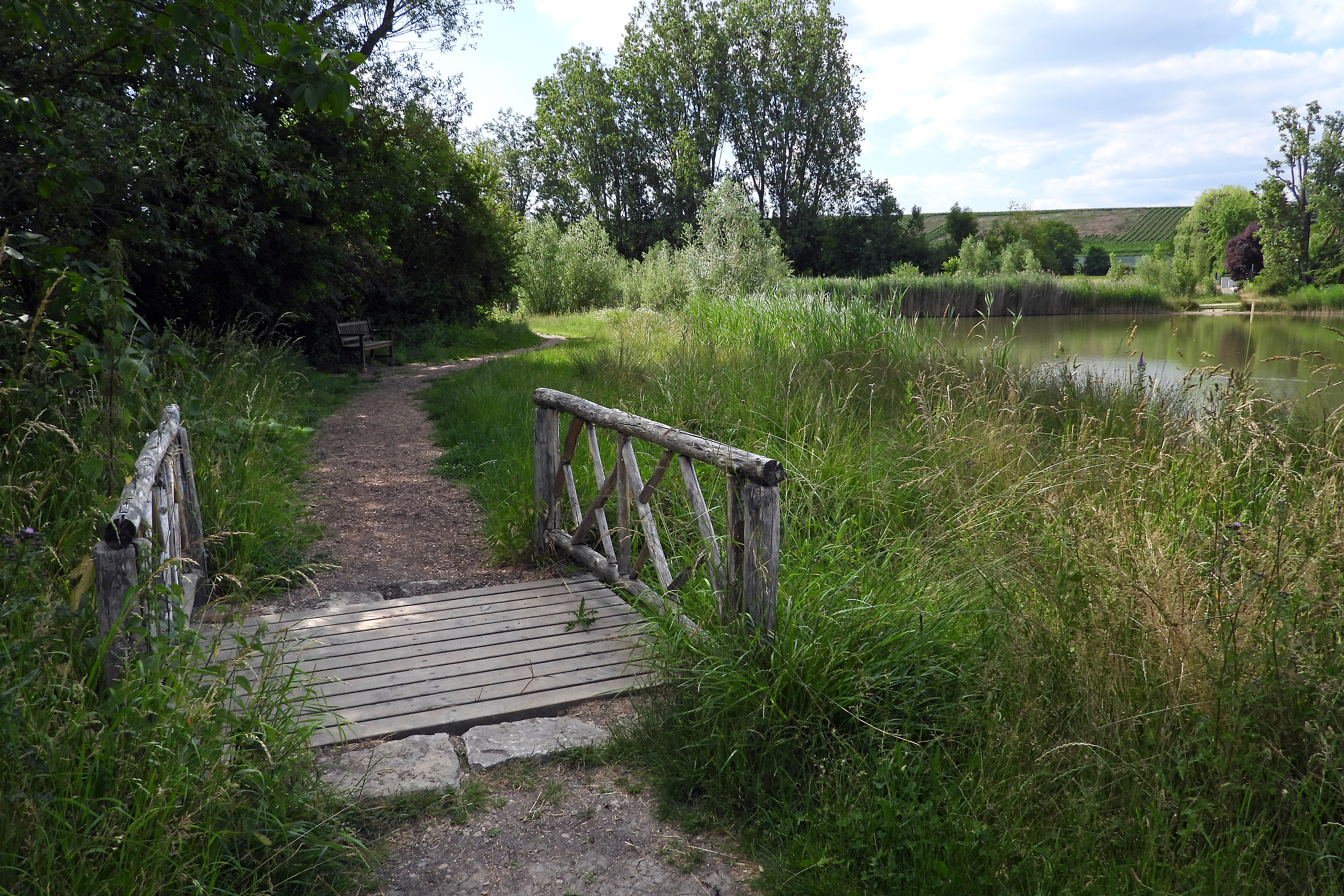
Ein Biotop mit bequemen Wegen für Besucher